# Paul Grégoire (kardinaal)
Paul Grégoire (Verdun, 24 oktober 1911 – Montréal, 30 oktober 1993) was een Canadees geestelijke en kardinaal van de Rooms-Katholieke Kerk.
Grégoire werd op 22 mei 1937 tot priester gewijd. Na zijn wijding studeerde hij nog enkele jaren alvorens te worden aangesteld als rector van het seminarie van Sainte Thérèse. Vervolgens werd hij studentenpastor aan de Université de Montréal. Op 26 oktober 1961 benoemde Paus Johannes XXIII hem tot titulair bisschop van Curubi en tot hulpbisschop van Montréal.
Nadat Grégoire in 1967 al apostolisch administrator van Montréal was geworden, werd hij in 1968 door paus Paulus VI benoemd tot aartsbisschop van Montréal als opvolger van Paul-Émile Léger. In navolging van zijn voorganger trachtte Grégoire de hervormingen van het Tweede Vaticaans Concilie in zijn aartsbisdom te implementeren. Hij introduceerde allerlei vormen van pastoraal medebestuur. Hoewel hij zich formeel afzijdig hield van het onafhankelijkheidsstreven van Québec, dat tijdens zijn werk in Montréal sterk opbloeide, zette hij zich in voor de Franse taal.
Tijdens het consistorie van 28 juni 1988 werd hij door Paus Johannes Paulus II verheven tot kardinaal, met de rang van kardinaal-priester. De Nostra Signora del Santissimo Sacramento e Santi Martiri Canadesi werd zijn titelkerk.
Paul Grégoire werd begraven in de kathedraal van Montréal.
- Gemeinsame Normdatei: 1147199825
- International Standard Name Identifier: 0000 0000 7640 7107
- Virtual International Authority File: 105885522
- WorldCat: E39PBJm4R9pf7pWwmtCkfhGbVC